# Dilling
Dilling, istočnosudanski (nilsko-saharski) narod uže skupine Nuba naseljen u sjevernom Sudanu, na jugu Kordofana u istoimenom gradiću (Dilling) i okolnom planinskom području. Populacija onih koji govore materinskim jezikom iznosi 5,295 (1984 R. C. Stevenson), ali je znatan dio arabiziran; ukupno 61,000. Jezik diling, nazivan i delen, warki i Warkimbe ima dva dijalekta, dilling i debri i član je brdske podskupine nubijskih jezika. Vjera muslimanska.